# عيش اللحظة (أغنية)
عيش اللحظة (بالإنجليزية: Live It Up) هي الأغنية الرسمية لبطولة كأس العالم 2018، وهي من غناء المغنى الأمريكي نيكي جام.، زتم عرضها في نهائي كأس العالم 2018.
اختار الفيفا المغني وكاتب أغاني الأمريكي نيكي جام لأداء أغنية كأس العالم الرسمية، والتي عنوانها (بالإنجليزية: Live It Up) وتعني عيش اللحظة، بالاشتراك مع الممثل الأمريكي ويل سميث والمغنية وكاتبة الأغاني الألبانية/الكوسوفية إيرا إستريفي. وقد تم إنتاج الأغنية من قبل منتج أسطوانات ومغني الراب الأمريكي ديبلو. تم إصدار الأغنية رسمياً في 25 مايو 2018. بينما سيُصدر الفيديو الموسيقي الرسمي للأغنية بتاريخ 7 يونيو 2018.